# Fabia malaguena
Fabia malaguena is een krabbensoort uit de familie van de Pinnotheridae. De wetenschappelijke naam van de soort is voor het eerst geldig gepubliceerd in 1948 door Garth.